# آلیکس بنیچ
آلیکس بنیچ (فرانسوی: Alix Bénézech‎؛ زادهٔ ۲۵ سپتامبر ۱۹۸۹) هنرپیشه اهل فرانسه است.
از فیلم‌ها یا برنامه‌های تلویزیونی که وی در آنها نقش داشته‌است می‌توان به مأموریت: غیرممکن - فال‌اوت، قطار ۱۵:۱۷ به مقصد پاریس اشاره کرد.